# Agrionopsis bacilliformis
Agrionopsis bacilliformis är en bönsyrseart som beskrevs av Rehn 1914. Agrionopsis bacilliformis ingår i släktet Agrionopsis och familjen Mantidae. Inga underarter finns listade i Catalogue of Life.